# Taenaris pleiops
Taenaris pleiops är en fjärilsart som beskrevs av Kirsch 1883. Taenaris pleiops ingår i släktet Taenaris och familjen praktfjärilar. Inga underarter finns listade i Catalogue of Life.